# Atelophragma shearii
Atelophragma shearii là một loài thực vật có hoa trong họ Đậu. Loài này được (Rydb.) Rydb. mô tả khoa học đầu tiên năm 1905.